# Remy Alazoula
Remy Alazoula (16 de julio de 1982) es un deportista centroafricano que compitió en taekwondo. Ganó una medalla de oro en el Campeonato Africano de Taekwondo de 2010, en la categoría de –87 kg.

## Palmarés internacional
| Campeonato Africano | Campeonato Africano | Campeonato Africano | Campeonato Africano |
| Año                 | Lugar               | Medalla             | Categoría           |
| ------------------- | ------------------- | ------------------- | ------------------- |
| 2010                | Trípoli (Libia)     | Medalla de oro      | –87 kg              |